# Juraj Mesík
Juraj Mesík (ur. 19 lipca 1962 w Zwoleniu) – słowacki działacz ekologiczny i wykładowca akademicki, polityk.
Ukończył studia medyczne na Uniwersytecie Komeńskiego w Martinie w roku 1988. 
Od lat 80. jest aktywny w licznych organizacjach pozarządowych zajmujących się ochroną środowiska, rozwojem społecznym, polityką miejską, informacją naukową i filantropią. W latach 2003–2008 był ekspertem Banku Światowego. Wykłada na Uniwersytecie Palackiego w Ołomuńcu i Uniwersytecie Komeńskiego w Bratysławie.
W latach 1989–1990 był posłem do Czechosłowackiego Zgromadzenia Federalnego w Pradze. W latach 1990–1991 był przewodniczącym słowackiej Partii Zielonych i wiceprzewodniczącym czechosłowackiej federalnej Partii Zielonych. W latach 1990–1992 dyrektor Departamentu Kontekstu Społecznego w czechosłowackim Ministerstwie Środowiska i doradca ministra. W latach 1998–2002 był radnym miasta Bańska Bystrzyca. W wyborach w 2009 kandydował do Parlamentu Europejskiego z listy Partii Zielonych.
Jest mężem działaczki feministycznej Oľgi Pietruchovej.  Mają trzech synów.